# Lo scrittore fantasma
Lo scrittore fantasma (The Ghost Writer) è un romanzo del 1979 dello scrittore statunitense Philip Roth. Il protagonista, Nathan Zuckerman, qui apparso per la prima volta, sarà presente in Zuckerman scatenato (1981), La lezione di anatomia (1983) e L'orgia di Praga (1985), quindi in La controvita (1986), Pastorale Americana (1997) e Il fantasma esce di scena (2007). È stato visto come alter ego dello scrittore, qui giovane alle prese con un "maestro", che per alcuni critici è stato riconosciuto come ritratto di Bernard Malamud, Henry Roth o una mistura di entrambi.

## Trama
Nathan Zuckerman è un promettente giovane scrittore che passa una sera a casa del noto scrittore E.I. Lonoff, per lui un idolo. A casa dell'uomo è ospite anche Amy Bellette, una giovane donna dal passato misterioso che Nathan sospetta essere Anna Frank, fuggita negli Stati Uniti e sotto copertura di anonimato, dopo essere sopravvissuta all'olocausto nazista.

## Adattamenti
Il romanzo è stato adattato in televisione nel 1984 per la regia di Tristram Powell con Sam Wanamaker, Claire Bloom, Joseph Wiseman e altri

## Edizioni italiane
- Philip Roth, Lo scrittore fantasma, traduzione di Pier Francesco Paolini, Milano, Bompiani, 1980,  p. 185.
- Philip Roth, Lo scrittore fantasma, traduzione di Vincenzo Mantovani, collana Supercoralli, Torino, Einaudi, 2002,  p. 151, ISBN 88-06-15824-4. 
Poi in ET n. 1258, 2004; 
infine in Super ET uniform edition, 2015